# José Mauro de Vasconcelos
José Mauro de Vasconcelos (Rio de Janeiro, 26 de fevereiro de 1920 — São Paulo, 24 de julho de 1984) foi um escritor brasileiro.

## Biografia
José Mauro nasceu de família nordestina, que havia migrado para o Rio de Janeiro. Os pais tinham tão poucos recursos que ele, ainda criança, teve de se transferir para o Rio Grande do Norte, onde foi criado pelos tios em Natal. Ingressando na Faculdade de Medicina da capital potiguar, abandonou o curso no segundo ano, retornando ao Rio de Janeiro a fim de conseguir melhores oportunidades. Ali, trabalhou como carregador de bananas em uma fazenda do litoral do estado, instrutor de boxe, e há rumores de que teria se prostituído. Há uma estátua sua, do escultor Bruno Giorgi, no Monumento à Juventude, na antiga sede do Ministério da Educação.
Em São Paulo, foi garçom de boate. Obteve uma bolsa de estudos na Espanha, mas não suportou a vida acadêmica. Abandonou os estudos depois de uma semana, preferindo correr a Europa. A atividade mais importante que exerceu foi junto aos irmãos Villas-Bôas pelos rios da região do Araguaia, conhecendo o ambiente inóspito e lutando pelos povos indígenas.
Quando cresceu e se tornou adulto, lançou o seu primeiro livro, o romance Banana Brava, de 1942, onde reflete o mundo dos homens do garimpo. Mas a obra não alcançou bons resultados na época, apesar de algumas críticas favoráveis. Rosinha, Minha Canoa, de 1962, marca seu primeiro sucesso. No livro Meu Pé de Laranja Lima, de 1968, seu maior sucesso editorial, serve-se de sua experiência pessoal para retratar o choque sofrido na infância com as bruscas mudanças da vida.
José Mauro de Vasconcelos tinha ascendência indígena e portuguesa. Nasceu em Bangu, bairro do Rio de Janeiro e passou a infância em Natal, onde foi criado com muito sol e muita água. Aos nove anos de idade aprendeu a nadar, e com prazer relembrava os dias de contentamento, quando se atirava às águas do Potengi, quase na boca do mar, a fim de treinar para as provas de grande distância. Com frequência ia mar adentro, protegido por uma canoa, porque a barra de Natal estava sempre infestada de tubarões. Ganhou vários campeonatos de natação e, como todo garoto, gostava de futebol e de trepar em árvores.
Além do interesse pelo esporte, depois do primário, aos 10 anos de idade já cursava o primeiro ano do curso ginasial, que terminou cinco anos mais tarde. Nessa época, afirma-se que já apreciava os romances de Graciliano Ramos, Paulo Setúbal e José Lins do Rego.
Depois do ginásio, os estudos de José Mauro como autodidata foram sempre feitos à base de trabalho. Seu primeiro emprego, dos dezesseis aos dezessete anos, foi treinador de peso-pluma; recebia 100 cruzeiros (velhos) por luta no Rio de Janeiro, pois aos quinze anos saíra de Natal para ganhar o mundo. No Estado do Rio, trabalhou numa fazenda em Mazomba, perto de Itaguaí, carregando banana. Depois, foi viver como pescador no litoral fluminense, onde não ficou por muito tempo, partindo em seguida para o Recife. Ali, exerceu o cargo de professor primário num núcleo de pescadores. Da capital pernambucana, José Mauro saiu para começar incessante vai-vem, do Norte ao Sul, e vice-versa, permanecendo um pouco em cada lugar, para em seguida enveredar pelo sertão e viver entre os índios.
Dotado de prodigiosa capacidade inata de contar histórias, possuindo fabulosa memória, candente imaginação e com uma volumosa experiência humana, José Mauro não quis ser escritor, foi obrigado a sê-lo. Os seus romances, como lavas de um vulcão, foram lançados para fora, porque  transbordava de emoções. Ele tinha de escrever e de contar coisas.
O autor de belos romances tinha método originalíssimo. De início, escolhia os cenários onde se movimentarão seus personagens. Transportava-se então para o local, onde realizava estudos minuciosos. Para escrever Arara vermelha, percorreu cerca de 450 léguas no sertão bruto.
Em seguida, José Mauro dava asas à sua fantasia e, na imaginação, construía todo o romance, determinando até mesmo as frases da dialogação. Tinha uma memória que, durante longo tempo, lhe permitia lembrar dos mínimos detalhes do cenário estudado. "Quando a história está inteiramente feita na imaginação", revelava o escritor, "é que começo a escrever. Só trabalho quando tenho a impressão de que o romance está saindo por todos os poros do corpo. Então vai tudo a jato".
| “ | Escrevo meus livros em poucos dias. Mas em compensação passo anos ruminando ideias. Escrevo tudo a máquina. Faço um capítulo inteiro e depois é que releio o que escrevi. Escrevo a qualquer hora, de dia ou de noite. Quando estou escrevendo entro em transe. Só paro de bater nas teclas da máquina quando os dedos doem. Só aí percebo quanto trabalhei. Sou um cara capaz de varar dias escrevendo até a exaustão. | ” |

Com o seu sistema de ficar dormindo na pontaria até que o livro todo estivesse "escrito" na imaginação, contava José Mauro que, ao pôr-se em ação, na fase material de bater à máquina, tanto fazia escrever os capítulos, um após outro, como dar saltos. "Isso", explicava o escritor, "porque todos os capítulos estão já produzidos cerebralmente. Pouco importa escrever a sequência, como alterar a ordem. No fim dá tudo certinho".
Artista do cinema e da televisão, José Mauro trabalhou em diversos filmes, como Modelo 19, que lhe valeu o prêmio Saci como melhor ator coadjuvante, Fronteiras do Inferno, Floradas na Serra, Canto do Mar, do qual escreveu o roteiro, Na Garganta do Diabo, obtendo o prêmio Governador do Estado como melhor ator, A Ilha, conseguindo o prêmio de melhor ator pela Prefeitura, e culminando com Mulheres & Milhões, sendo laureado com o Saci de melhor ator do ano. Dos seus livros, Meu Pé de Laranja Lima, Vazante e Arara Vermelha foram filmados, assim como "Rua Descalça"....
José Mauro morreu de broncopneumonia, em 24 de julho de 1984, aos 64 anos, em São Paulo. Está sepultado no Cemitério do Araçá.

## Crítica
Conquanto dono de uma literatura leve e agradável, tendo feito grande sucesso junto ao público, a importância do trabalho de José Mauro não é devidamente reconhecida no Brasil mas seus livros são de literatura típica brasileira.
A crítica francesa Claire Baudewyns afirma que há em suas obras algo "qui confère aux œuvres de José Mauro de Vasconcelos une poésie particulière née de l’alchimie entre monde réel et monde imaginaire." ("que confere às obras de José Mauro de Vasconcelos uma poesia particular, nascida da alquimia entre o mundo real e o mundo imaginário", numa tradução livre).

## Obras
- Banana Brava (1942)
- Barro Blanco (1948)
- Longe da Terra (1949)
- Vazante (1951)
- Arara Vermelha (1953)
- Arraia de Fogo (1955)
- Rosinha, Minha Canoa (1962)
- Doidão (1963)
- O Garanhão da praia (1964)
- Coração de Vidro (1964)
- As Confissões de Frei Abóbora (1966)
- Meu Pé de Laranja Lima (1968)
- Rua Descalça (1969)
- O Palácio Japonês (1969)
- Farinha Órfã (1970)
- Chuva Crioula (1972)
- O Veleiro de Cristal (1973)
- Vamos Aquecer o Sol (1974)
- A Ceia (1975)
- O Menino Invisível (1978)
- Kuryala: Capitão e Carajá (1979)